# Cooke Optics
Pour les articles homonymes, voir Cooke.
Cooke Optics Ltd. (anciennement Taylor, Taylor and Hobson) est une entreprise de fabrication d'objectifs photographiques basée à Leicester au Royaume-Uni. Elle fut fondée en 1886 par les frères William et Thomas Smithies Taylor.